# Tribalklasse (1936)
De Tribalklasse, of Afridiklasse, was een klasse van torpedobootjagers gebouwd voor de Royal Navy, Royal Canadian Navy en Royal Australian Navy en zagen actie tijdens de Tweede Wereldoorlog.

## Ontwerpgeschiedenis
Vanaf 1926 waren alle Royal Navy torpedobootjagers afstammelingen van de HMS Amazon en HMS Abuscade. Er is weinig progressie gemaakt in de manier van bewapening en aandrijving en midden jaren 30 werd het duidelijk dat het "inter-oorlog standaardtype" werd overschaduwd door buitenlandse ontwerpen, die beter waren. In dit licht bezien werd besloten dat er nieuwe grote torpedobootjagers nodig waren, met de nadruk op kanonnen en torpedo's. Het originele ontwerp vroeg om 5 dubbele 4,7 inch kanonnen, een snelheid van 36 knopen en een bereik van 5.500 mijl bij een waterverplaatsing van 1.850 ton.
De Tribals waren zo veel groter en verschillend van de rest van de Britse torpedobootjagers dat erover nagedacht werd om de classificatie korvet nieuw leven in te blazen voor de Tribals. Dit idee liet men varen en de term werd later gebruikt voor de kleine massageproduceerde anti-onderzeeër escortes, zoals de Flowerklasse van de Tweede Wereldoorlog.
Twee flottieljes van 8 schepen werden besteld voor de Royal Navy in 1936, met een flottielje besteld door de Royal Australian Navy (drie van de zeven afgebouwd) en de Royal Canadian Navy. De Canadese order was voor vier schepen van Britse werven in 1940 (afgebouwd in 1942 en 1943) en vier van binnenlandse werven in Halifax in 1942. De laatsten waren pas na de oorlog afgebouwd. Uiteindelijk werden tussen 1937 en 1945 27 Tribals gebouwd.

## Modificaties
Ervaringen aan het begin van de oorlog legde het alarmerende gebrek aan luchtafweer, doordat de hoofdkanonnen niet geschikt waren voor de korte afstand, met name tegen duikbommenwerpers. Na het verlies van Afridi en Gurkha werden de overgebleven schepen snel uitgerust met betere luchtafweer. Daarnaast werden de hoofdmast en de achterste schoorsteen verlaagd om het bereik van de kanonnen te verbeteren. Zo gauw ze beschikbaar waren kregen de schepen de 20 mm Oerlikon kanonnen, eerst als toevoeging aan, en later ter vervanging van de nutteloze .50 machinegeweren. In 1944 kregen de vier overgebleven schepen een mast voorop met radar.

## Diensttijd
Als enkele van de meest moderne en sterke escortes, werden ze veelvuldig ingezet tijdens de Tweede Wereldoorlog en dienden in bijna alle grote theaters van de oorlog. Daardoor waren de verliezen hoog en twaalf van de zestien Royal Navy Tribals werden tot zinken gebracht, alsook een Canadees schip. Gurkha heeft de zeldzame ongefortuneerde eer de naam van twee schepen te zijn, gezonken tijdens WO II, de L-klasse torpedobootjager Larne werd hernoemd om het Tribal schip te eren en ging zelf verloren in 1942.

### 1940
Cossack verkreeg beroemdheid aan het begin van de oorlog, toen ze op 5 februari 1940, onder commando van kapitein Philip Vian, achtervolgde en enterden ze het Duitse schip Altmark in neutrale Noorse wateren, het Altmark Incident. Dit was de laatste boording met bevestigde bajonetten. Gurkha was al vroeg verloren, gezonken door Duitse bommenwerpers bij Stavanger. Afridi ging kort daarna verloren aan duikbommenwerpers terwijl het troepen evacueerde van Namsos. John Gritten beschrijft het incident in zijn boek "Full Circle: Log of the Navy's No 1 Conscript". Gritten was benedendeks in de ketelruimte op dit punt van de oorlog, maar werd later een officiële maritieme verslaggever. Bedouin, Punjabi, Eskimo en Cossack namen deel aan de Tweede slag om Narvik, waarbij de boegen van de Eskimo eraf geblazen werden.

### 1941
In mei 1941 enterde de Somali het Duitse weerschip München en verkreeg vitale Enigma codeboeken. In dezelfde maand kwamen Zulu, Sikh, Cossack en Maori in actie tegen het Duitse slagschip Bismarck, waarbij de Mashona tot zinken werd gebracht door Duitse vliegtuigen. In de Middellandse Zee ging Mohawk verloren als onderdeel van Force K toen het getorpedeerd werd door de Italiaanse torpedobootjager Tarigo in april. Cossack werd getorpedeerd door U-563 in oktober terwijl het konvooi HG74 escorteerde in de Atlantische Oceaan, ten westen van Gibraltar, en zonk later verloren op sleeptouw. Maori en Sikh waren onder de zegevierenden tijdens de Slag om Cape Bon in december.

### 1942
In 1942 werd de Matabele getorpedeerd en zonk in de Barentszzee en Maori werd geraakt in de machinekamer door een bom terwijl ze in de Grand Harbour bij Valletta lag in februari, vloog in brand en explodeerde waar ze lag. Punjabi werd tragisch geramd en zonk door een aanvaring met de King George V terwijl het dicht bij het schip escorteerde in slecht zicht in mei. In juni werd Bedouin uitgeschakeld in actie met de Regia Marina's kruisers Motecuccoli en Eugenio Di Savoia tijdens Operatie Harpoon. Hoewel later op sleeptouw genomen door de Partridge, moest de sleep gestaakt worden toen de kruisers opnieuw verschenen. Dood in het water werd ze door vliegtuigen tot zinken gebracht. In september gingen de laatste twee Tribals verloren in de Middellandse Zee; Sikh en Zulu tijdens een raid op Tobruk. In dezelfde maand werd Somali getorpedeerd door U-703. Hoewel op sleeptouw genomen, zonk ze later in slecht weer doordat haar achterkant brak. Dit was de laatste Royal Navy Tribal die verloren ging tijdens de oorlog.

### 1943
De vier overige schepen, Ashanti, Eskimo, Nubian en Tartar, waren terug in de Middellandse Zee voor ondersteuning bij Salerno.

### 1944
Eskimo, Nubian en Tartar kwamen in actie tijdens Operatie Overlord in Het Kanaal. In april ging Athabaskan verloren in het Kanaal, en een Canadese Tribal werd naar haar vernoemd. Met het einde van de maritieme oorlog in het westen, werden de Tribals naar het oosten gestuurd. Daar kwamen ze in actie bij Maleisië, maar omdat ze bedoeld waren voor arctische missies, waren ze niet prettig om op te werken in de tropen.

### Na de oorlog
Na de oorlog werden de opgebruikte Royal Navy schepen gesloopt. De Australische en Canadese schepen, met uitzondering van de Micmac dienden in Korea, waarbij de Bataan het Amerikaanse vliegdekschip met dezelfde naam escorteerde.